# Terry Virts
Terry W. Virts, Jr. (født 1. december 1967) er en amerikansk NASA-astronaut, og oberst i det amerikanske luftvåben.
Han blev udnævnt til sekondløjtnant efter eksamen fra United States Air Force Academy i 1989.
Han blev udvalgt som pilot af NASA i juli 2000, og tog astronauttræning i august 2000. Hans tekniske færdigheder har medført at han kom med om bord på STS-130 som testbesætningsmedlem i 2010.